# Cinemax

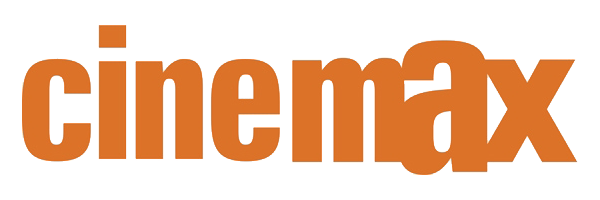
Altes Logo von Cinemax in Europa

Cinemax ist eine Reihe von US-amerikanischen Bezahlfernsehsendern, die neben Filmen auch Dokumentationen, Serien, Erotiksendungen und Making-ofs zeigen. Cinemax, ein Kofferwort aus Cinema und Maximum, gehört zu HBO und besteht seit 1980.

## Sender
Das Flaggschiff Cinemax zeigt ausschließlich Filme, darunter auch Erstausstrahlungen und Erotikfilme. Die „sekundärsenders“ Cinemax 2 und Cinemax 3 hat ein ähnliches Programm wie Cinemax in Mittel- und Osteuropa.
Daneben gehören spezialisierte Sender zu Cinemax, die nur Filme aus bestimmten Bereichen zeigen. Dies sind MoreMax (zeigt wie Cinemax Filme, darunter auch ausländische Filme und Independent-Filme) und 5StarMax (zeigt preisgekrönte Filme, darunter auch eher unbekannte).
Andere Sender aus der Cinemax-Familie zeigen nur Sendungen zu speziellen Themen. ActionMax überträgt Action-, Abenteuer- und Westernfilme. ThrillerMax sendet Thriller, Horror- und Mysteryfilme, wogegen OuterMax auf Horror- und Sci-Fi-Filme spezialisiert ist. Max After Dark zeigt erotische Serien.
Zielgruppenspezifisch sind @Max (Filme für die Zielgruppe von 18 bis 34) sowie Wmax (Filme für Frauen, vor allem Liebesfilme und Dramas).

## Eigene Serien
Folgende Serien wurden von Cinemax selber produziert:
- Strike Back (6 Staffeln, 2010–2015, 2017–2018)
- Hunted – Vertraue niemandem (1 Staffel, 2012)
- Banshee – Small Town. Big Secrets. (4 Staffeln, 2013–2016)
- The Knick (2 Staffeln, 2014–2015)
- Outcast (2 Staffeln, 2016–2017)
- Quarry (1 Staffel, 2016)
- Warrior (2 Staffeln, seit 2019)
- Erotic Confessions (6 Staffeln, 1992–1996)
- Co-Ed Confidential (4 Staffeln, 2007–2010)